# Romeyer
Romeyer ist eine französische Gemeinde im Département Drôme in der Region Auvergne-Rhône-Alpes. Sie gehört zum Kanton Le Diois und zum Arrondissement Die. Sie grenzt im Norden an Saint-Agnan-en-Vercors, im Nordosten an Gresse-en-Vercors, im Osten an Chichilianne, im Südosten an Treschenu-Creyers (Berührungspunkt) und Laval-d’Aix, im Süden an Die und im Westen an Chamaloc.

## Bevölkerungsentwicklung
| Jahr                       | 1962 | 1968 | 1975 | 1982 | 1990 | 1999 | 2008 | 2016 |
| -------------------------- | ---- | ---- | ---- | ---- | ---- | ---- | ---- | ---- |
| Einwohner                  | 156  | 150  | 129  | 113  | 114  | 154  | 214  | 198  |
| Quellen: Cassini und INSEE |      |      |      |      |      |      |      |      |